# 圣母升天主教座堂 (圣彼得堡)
圣母升天主教座堂（波兰语：Kościół Zaśnięcia Najświętszej Panny Marii w Petersburgu；俄语：Собор Успения Пресвятой Девы Марии в Санкт-Петербурге；英语：Cathedral of the Assumption of the Blessed Virgin Mary）是一座罗马天主教的原主教座堂，位于俄罗斯圣彼得堡的第一红军街（Красноармейская ул）11号，波兰花园的南侧。从1873至1926年，该堂曾是天主教莫吉廖夫都主教区的主教座堂，俄罗斯帝国境内天主教会的领袖。现在它属于由保禄·佩齐总主教领导的天主教莫斯科总教区西北部总铎区。与主教座堂毗邻的沿街建筑，是俄罗斯唯一的天主教宗徒之后神学院。

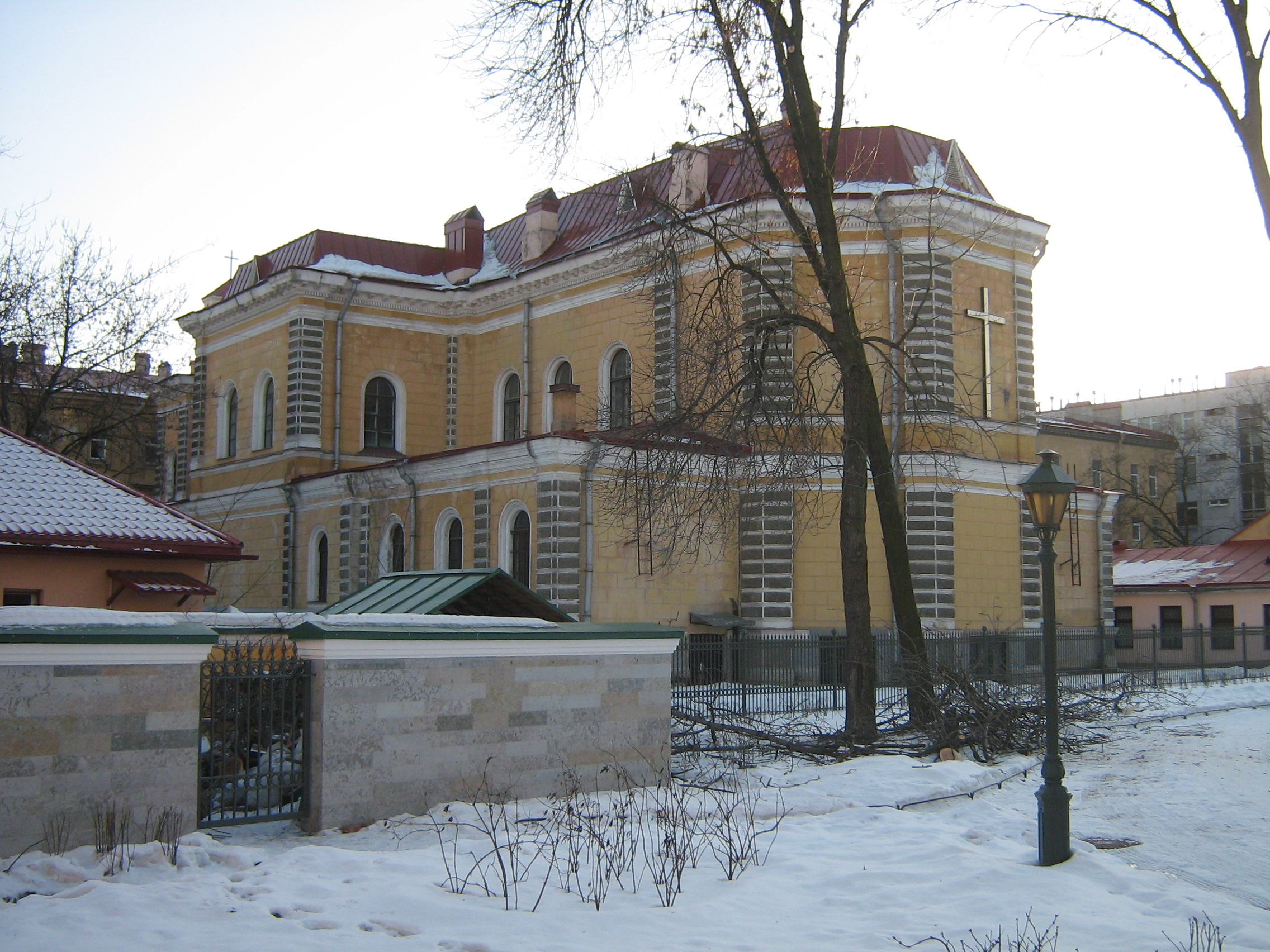
圣母升天主教座堂

该堂定期举办宗教音乐会，出版教区报纸。

## 历史
1849年，俄罗斯帝国境内天主教会的领袖从莫吉廖夫搬到圣彼得堡，虽然总教区还保留莫吉廖夫这个名字。1870至1873年，在大主教官邸附近的土地上建造主教座堂，由建筑师瓦西里·伊万诺维奇·索博斯基科夫设计，在他去世后，由建筑师埃夫拉夫·沃罗季洛夫完成。1873年4月12日，安东尼·菲亚尔科夫斯基总主教祝圣了主教座堂。新主教座堂的部分用具是从莫吉廖夫搬来。到1890年代，由于堂区教友人数增加，在1896年至1897年，进行了扩建，使容量从750人增加到1500人。增加了两侧的小堂，内部进行改造，更换了侧祭台，还装饰了青铜雕像。1897年12月23日，重建的主教座堂再次祝圣。

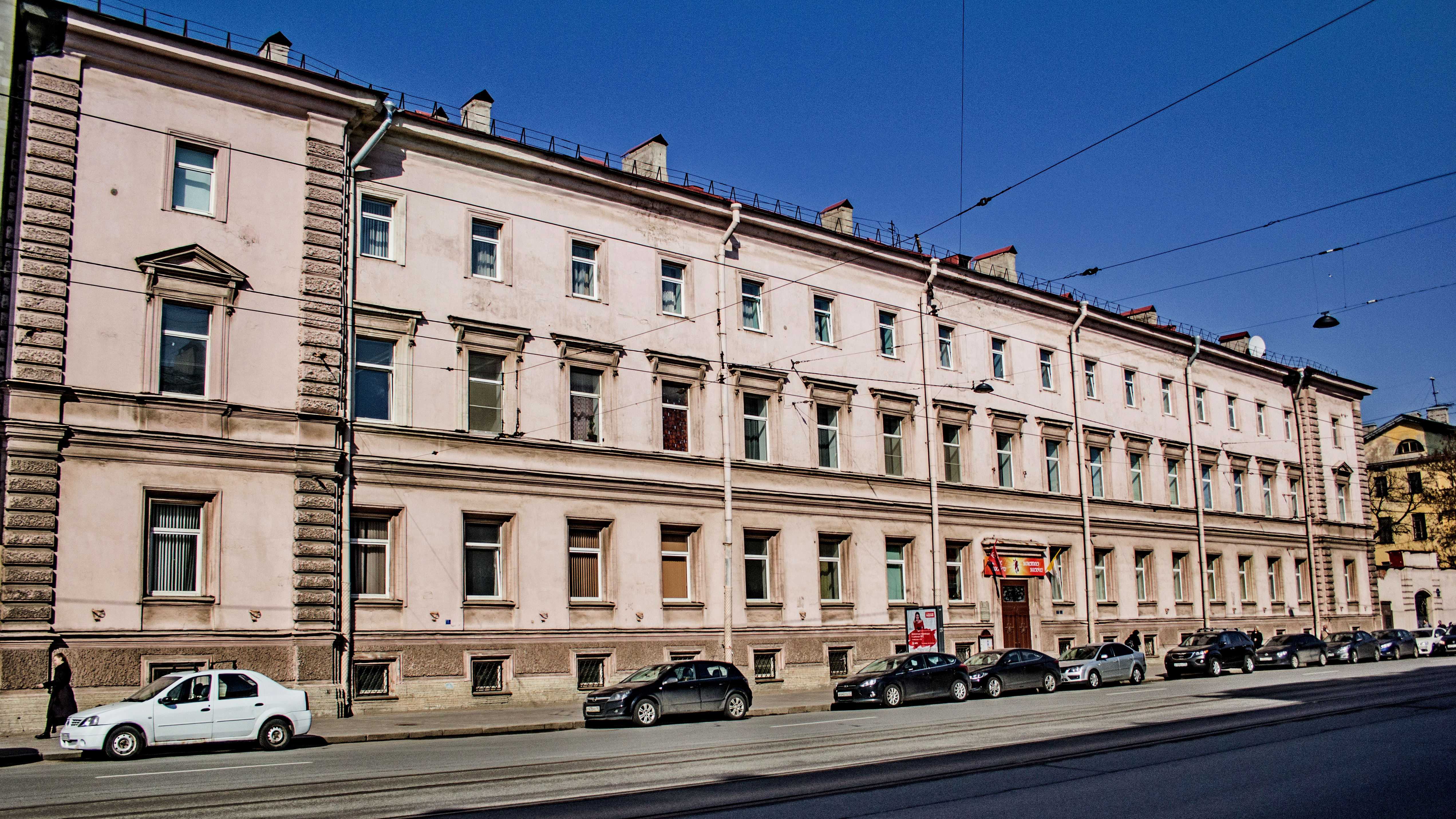
神学院

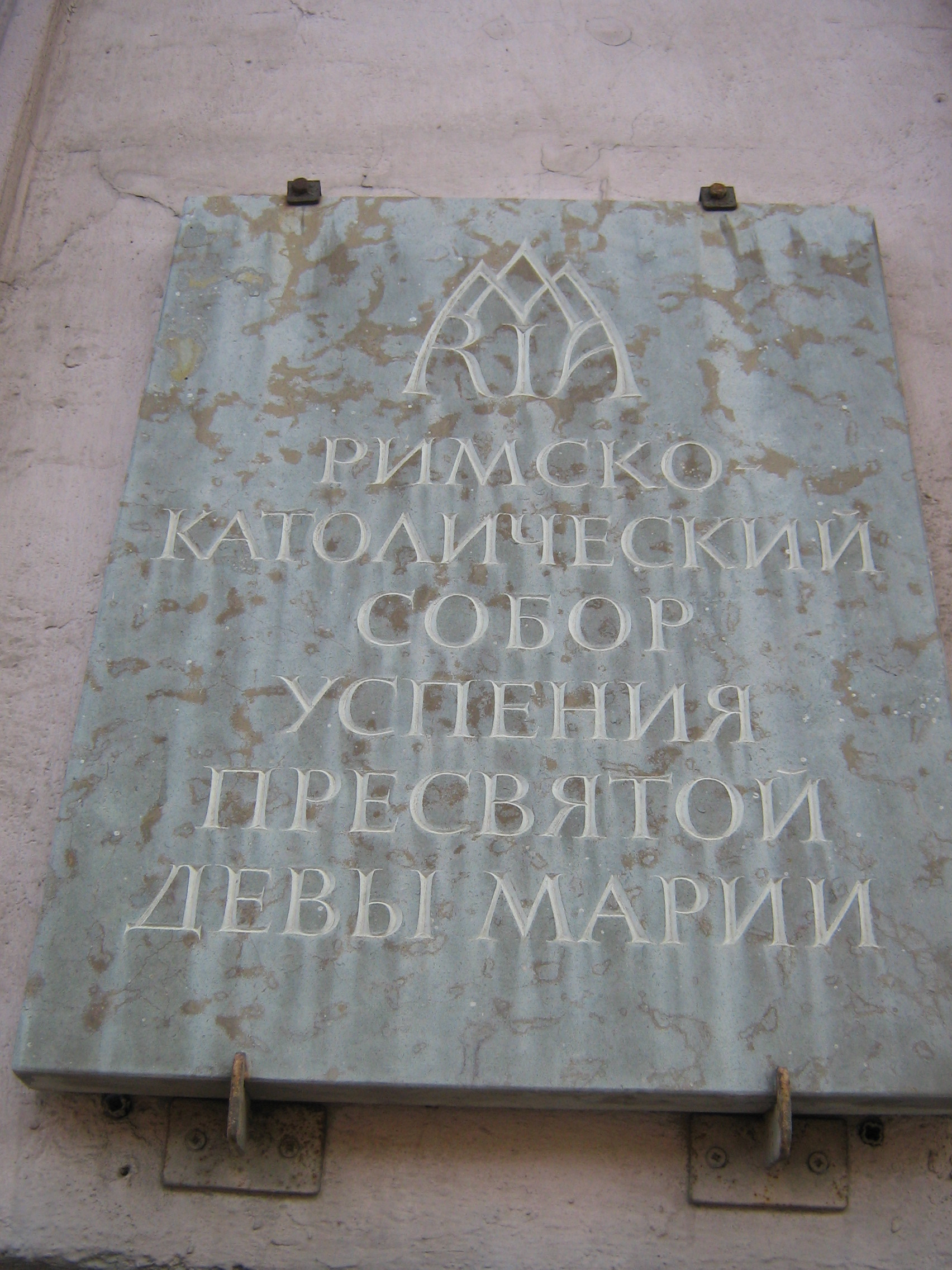

1902年，位于主教座堂旁的总主教公署移交给天主教神学院，总主教的住所搬到附近的河滨路118号。圣母升天堂区稳步增长，在1917年革命之前，大约有1.5到2万名教友。
十月革命之后，在俄罗斯的天主教会陷入了艰难时期。1918年，神学院关闭，在1920年代，政府几次试图关闭主教座堂，但设法坚持，直到1930年教堂最终关闭。第二次世界大战期间，教堂建筑被坠落的炸弹击中，被改造成设计室。
1990年代初，俄罗斯的天主教会开始恢复正常活动。1994年，圣母升天堂重新登记。1995年9月，教堂建筑归还教会，同年，归还神学院大楼，天主教神学院也从莫斯科搬来。教堂的修复用了两年多时间。1997年2月16日，尚未完全修复的教堂已经恢复礼拜。1998年5月24日，塔德乌斯·孔德鲁西维奇总主教祝圣了圣母升天主教座堂。

## 建筑
该堂采用拉丁十字平面。